# 光永星郎

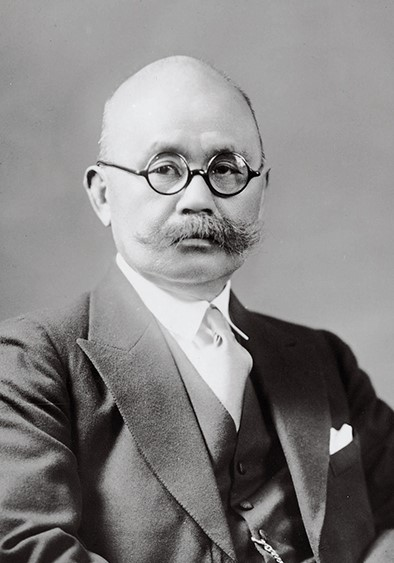
光永星郎

光永 星郎（みつなが ほしお、慶応2年7月26日〈1866年9月4日〉 - 昭和20年〈1945年〉2月20日）は、日本の実業家、政治家。日本広告・日本電報通信社（現在の電通）創業者。貴族院勅選議員。幼名は喜一。雅号は八火。

## 生涯
1866年（慶応2年）旧暦7月26日、熊本県八代郡野津村（現・氷川町）生。幼名は喜一。
宮原町の寺子屋に通い、野津小学校（後の東光寺小学校）、小川町（現：宇城市）にあった大槻英輿の漢学塾である菁莪堂で学ぶ。1880年（明治13年）、共立学舎入学。徳富一敬（蘇峰の父）に学ぶが中途退学。当時高揚していた藩閥打倒運動に共鳴したためとみられる。
その後、陸軍士官学校予備門育雄校に入り、軍人を志すが、瘭疽のため右脚の自由を失った。
軍人になる道を閉ざされた光永は政治家を志し、自由党の政治家らと共に政府批判を展開したが、1887年（明治20年）に保安条例違反により、東京から3里以内に入ることを禁じられた。このとき、尾崎行雄、星亨、中江兆民らが同様に追放処分を受けている。
のち、めさまし新聞や福岡日日新聞などに寄稿するようになり、日清戦争時には従軍記者として中国に向かう。この時、通信手段の不備が原因でせっかく書いた記事の掲載が大幅に遅れた経験から、正確で迅速なニュース報道の必要性を感じ、新聞社にニュースを供給する通信社の設立を構想するようになる。しかし、通信業単独では採算がとれそうもないことから、広告代理店を設立し、新聞社から得る通信料と新聞社に支払う広告料を相殺することを思い立つ。光永の採ったこの方式は、近代的通信社の先駆であるフランスのアヴァスと同様の発想に基づいていた。
通信業を興すには莫大な先行投資を要することから、光永は広告代理店を先に設立した。しかし、10万円としていた資本金のうち、実際に調達できたのは5000円に過ぎなかった。
1901年（明治34年）7月1日、光永は現在の銀座4丁目に新聞社に広告を取り次ぐ「日本広告株式会社」を創立した。社員8名の小さな会社で、2階建ての借家からはじめ、1階の6畳と2畳が事務所、2階の4畳半と6畳が創業者光永の住居だった。
起業したばかりの広告会社が大手に対抗するため、光永は3つの戦略を立てた。第1が「利率の低廉」手数料を他社より安くすること。第2は「取引の公明化」入札時に談合入札を拒否するなど、広告取引の透明化を図ること。第3は「設備の完全化」意匠図案サービスの無料提供や調査情報サービスの提供により広告主への支援サービスを充実させること。従前の広告代理業の常識を変えるこうした戦略により、日本広告の企業基盤はしだいに固められていった。
株式会社日本広告創立から4カ月後の1901年11月、光永は個人経営の形で「電報通信社」を設立し、念願であった通信業を開始する。
電報通信社を創業して5年目通信業と広告代理業の一体経営化を決定。1906年（明治39年）12月27日、「株式会社日本電報通信社」（以下電通）を設立し、「電報通信社」と「日本広告（株）」を合併し、本格的な電通の併営体制を開始した。
1907年には、アメリカ合衆国で創業したばかりのUP（United Press Association、現在のUPI）と通信契約を締結した。
1914年（大正3年）7月28日、第一次世界大戦が勃発すると、大戦報道で電通は顕著な成果を上げ、通信社電通の声価を高めた。また、戦時の好景気を背景に、広告の主力媒体である新聞の発行部数も増大し、電通の営業成績は急上昇を辿っていった。
しかし、1931年（昭和6年）の満州事変が起こると、国内の情報通信機関を一元化するため、電通と競合していた新聞聯合社との合併を図る動きが浮上した。光永は強硬に反発したが、かなわず、両者の統合方針が決定された。1933年（昭和8年）12月5日、貴族院勅選議員に任じられ、その後死去するまで在任。1936年（昭和11年）、新聞聯合社の後身「同盟通信社」が誕生すると、電通は通信部を同盟通信社に譲渡し、以後、電通は広告専門業者として再出発した。
戦時下の広告界は苦難の道を歩むが、光永は戦後の繁栄を見ることなく、1945年（昭和20年）2月20日死去。享年78。
埋葬地は熊本県氷川町桜ケ丘公園。没後の1970年（昭和45年）、熊本県の近代文化功労者として顕彰された。また、1973年（昭和48年）には記念事業として光永の雅号を冠した八火図書館が氷川町に開かれた。

## その他
- 2014年10月26日、テレビ熊本のドキュメンタリードラマ「郷土の偉人シリーズ」第22作として「広告の先駆者・光永星郎」（演：綿引勝彦）がフジネットワーク九州ブロックで放送された[3][4]。
- 光永が始めた行事として、毎年7月に実施する富士登山がある。社長以下全社員が富士山に登り、山頂の郵便局から暑中見舞いの葉書を顧客に送る。現在の電通でも連綿と続けられている、恒例行事である。

## 関連図書
- 『貴族院要覧（丙）』昭和21年12月増訂、貴族院事務局、1947年。
- 熊本日日新聞社編纂『九州人国記』熊本日日新聞社、1966
- 八代郡竜北村史編纂委員会編纂『竜北村史』竜北村役場、1973
- 熊本日日新聞社編纂『熊本県大百科事典』熊本日日新聞社、1982
- 田原総一朗『電通』朝日文庫、1984
- 熊本教育振興会『肥後の人物ものがたり』熊本教育振興会事務局、1988
- 日外アソシエーツ『熊本県人物・人材情報リスト、2007』